# امینخیور
امینخیور (به لاتین: Eminkhyur) یک منطقهٔ مسکونی در روسیه است که در داغستان واقع شده‌است.